# اولنی (ایلینوی)
اولنی، ایلینوی (به انگلیسی: Olney, Illinois) یک شهر در ایالات متحده آمریکا با جمعیت ۸٬۶۳۱ نفر است که در شهرستان ریچلند واقع شده‌است.

## موقعیت جغرافیایی
موقعیت جغرافیایی شهرها و مناطق اطراف به شرح زیر است: